# Латкін Василь Миколайович
Латкін Василь Миколайович  (28.11.1858–1927) – рос. історик права, політ. діяч. Д-р держ. права (1887), професор (1889). Н. в м. Красноярськ (нині місто РФ). По батькові походив зі старовинного новгород. купецького роду, син золотопромисловця і водночас географа та статистика Миколи Васильовича Латкіна (1832–1904). Мати – Шарлотта Едуардівна – за походженням була німкенею. Дитинство провів у Єнісейській губ., а з 1870 мешкав у Санкт-Петербурзі. 1878 закінчив приватну г-зію Ф.Бичкова. Від 25 жовтня цього ж року був узятий під поліцейський нагляд за причетність до революц. народницької орг-ції (див. Народники). 1882 закінчив юрид. ф-т Петерб. ун-ту і був залишений для підготовки до професорсько-викладацької діяльності. Наступного року склав магістерські іспити. 1885 оприлюднив і захистив як магістерську дисертацію працю, присвячену земським соборам Давньої Русі ("Земские соборы древней Руси, их история и организация сравнительно с западноевропейскими представительными учреждениями: историко-юридическое исследование"; публікація дістала низку схвальних рецензій, була удостоєна 1889 Уваровської премії Петерб. АН). Дослідив у ній, зокрема, документи Земського собору 1651 (цей собор розглядав питання військово-політ. союзу Рос. д-ви і Війська Запорозького; саме ці дослідження підштовхнули М.Василенка, за спогадами останнього, у студентські роки зайнятися проблематикою земських соборів; однак відповідні дослідження власне Л. він оцінив досить критично). 1886 зайняв посаду приват-доцента в Петербурзькому університеті. 1887 захистив як докторську дисертацію 1-й том праці з історії законодавчих комісій Росії 18 ст. (у книзі розглядалися законопроектні роботи до скликання Катерининської комісії – див. Комісія законодавча 1767–1768, – у т. ч. досвід т. зв. малорос. комісії 1728–59, результатом роботи якої стала пам'ятка укр. права "Права, за якими судиться малоросійський народ", 1743; у книзі досліджувалися також питання виборів делегатів у Катерининську комісію від Гетьманщини, Слобідської України і Вольностей Війська Запорозького низового, зокрема, виборчий наказ депутатам від м. Глухів). Гол. інформаційним джерелом цієї праці були архівні документи кодифікаційного відділу при Держ. раді Рос. імперії (колишнього 2-го відділу Власної Його Імператорської Величності канцелярії). Замість запланованого 2-го тому досліджень з історії законодавчих комісій Росії обмежився публікацією кількох невеликих наукових праць на цю тему.
1889 став екстраординарним, а з 1891 – ординарним професором Петерб. (з 1914 – Петрогр.) ун-ту. Від 1893 читав 2-гу частину курсу історії рос. права (18 і 19 ст.; 1-шу частину викладав В.Сергеєвич). Водночас з роботою в ун-ті 1891–1905 обіймав кафедру історії рос. права в Імператорському уч-щі правознавства. 1894–99 редагував "Журнал Санкт-Петербургского юридического общества".
Від 1906 він увійшов до "Союза 17 октября" (див. Октябристи), був обраний членом ЦК цієї партії, редагував (1906–16) місц. щотижневу парт. газ. "Царскосельское дело" (видання, проте, було більш краєзнавчим, ніж політичним). 1916 через стан здоров'я відійшов від активної наук. та політ. діяльності.
Нагороджений орденами св. Станіслава 2-го і 1-го ст., св. Анни 2-го ст., св. рівноапостольного кн. Володимира 4-го і 3-го ст.